# Action par minute
Pour les articles homonymes, voir APM.
L’action par minute (souvent abrégé par le sigle APM) est une unité de mesure souvent utilisée dans les jeux vidéo de stratégie en temps réel et les MOBA, qui comptabilise le nombre d’actions qu’effectue un joueur en une minute. Ces actions peuvent être un simple clic, une nouvelle sélection, la création de nouvelles unités, etc.
Dans certains jeux en ligne, l’APM des joueurs est vraiment mis en avant ce qui cause un phénomène d'inflation assez généralisé : un joueur peut facilement augmenter artificiellement son APM en cliquant inutilement sur des unités ou en repositionnant des balises de positionnement dix fois de suite, surtout à des moments dans la partie où le besoin d'APM ne se fait pas ressentir, comme au début de la partie. Ceci entraîne une fiabilité réduite de cet indice. Cette pratique est appelée le spam, et permet à certains joueurs de se rassurer sur leurs capacités sur le plan de la dextérité, tout en la surévaluant.
Cet indice est très variable, les pro-gamers atteignant parfois des APM allant jusqu'à 300 (ce qui représente 5 actions par seconde), et dont la moyenne dans une partie peut fluctuer entre 180 et 280 voire 300 pour les plus rapides, contre 50 à 80 pour un joueur débutant mais ayant déjà une connaissance minimale du jeu.
L'utilisation des raccourcis clavier est primordiale dans la quête d'APM élevées. Le jeu phare qui a popularisé cette unité de mesure, principalement grâce au fait qu'il nécessite un certain nombre d'actions par minute pour s'assurer la victoire, est le RTS développé par Blizzard Entertainment, StarCraft.
Des logiciels sont dédiés au calcul des APM.